# Floyd Martin
Floyd Martin (Ontario, 26 de junio de 1929-9 de junio de 2023) fue un jugador de hockey sobre hielo canadiense que jugó en la posición de ala derecha.

## Carrera

### Club
| Periodo   | Club                        |
| --------- | --------------------------- |
| 1947-1948 | Waterloo Siskins            |
| 1948-1949 | Guelph Biltmores            |
| 1949-1959 | Kitchener-Waterloo Dutchmen |
| 1959–1960 | Hockey Canada               |
| 1960–1961 | Galt Terriers               |
| 1961–1964 | Johnstown Jets              |
| 1964-1965 | Pittsburgh Hornets          |

### Selección nacional
Ganó dos medallas olímpicas con la selección nacional en 1956 y 1960.